# Лукьянчук, Оксана Юрьевна
Оксана Юрьевна Ткач (Лукьянчук) (род. в 1993, Владивосток, Приморский край) — российская самбистка. Обладатель Кубка России по самбо, серебряный призёр Кубка мира по самбо среди женщин, бронзовый призёр чемпионата России по самбо (2018). Мастер спорта России Международного класса по самбо.

## Образование
В 2015 году Оксана Лукьянчук окончила ДВФУ, получив диплом бакалавра по направлению «Экономика» и защитив выпускную квалификационную работу по теме «Совершенствование оперативно-производственного управления на предприятии».
В 2017 году Оксана защитила магистерскую диссертацию по теме «Особенность управления соревнованиями и спортивными мероприятиями в городе Владивостоке на примере МБУ ЦСП Амазонка», получив академическую степень магистра по направлению «Физическая культура».

## Спортивная карьера
Оксана Лукьянчук является чемпионкой Кубка России по самбо, серебряным призёром Кубка Мира по самбо среди женщин, бронзовым призёром чемпионата России по самбо, чемпионкой России среди студенток вузов.
В 2010 году проходил Всероссийский турнир по вольной борьбе и самбо среди женщин, который был посвящен 150-летию Владивостока. В соревновании принимали участие спортсменки из России, Китая и Японии. По итогам Всероссийского турнира среди женщин Оксана Лукьянчук заняла третье место в вольной борьбе и первое место в самбо.
В 2011 году получила звание «Мастер спорта России» по самбо.
Спортсменка входила в сборную команду ДВФУ по самбо. В 2012 году, будучи студенткой 1 курса по направлению «Экономика», Оксана Лукьянчук заняла третье место в соревнованиях первенства Дальневосточного федерального округа по самбо. В открытом личном чемпионате Приморского края по вольной борьбе среди женщин самбистка заняла первое место.
В 2015 году участвовала в чемпионате Кубка России по самбо среди женщин. Данное соревнование, проходившее в городе Кстово (Нижегородская область), являлось отборочным этапом к Кубку мира 2016 года. Самбистка выступала в весовой категории до 60 кг. Дойдя до финала, Лукьянчук сразилась с победительницей этапов Кубка мира москвичкой Ариной Пчелинцевой. Выступая с сильным противником, студентке ДВФУ все же удалось произвести впечатление на судей, которые присвоили ей «чистую» победу после тактически верного броска.
В 2016 году самбистка завоевала «серебро» на этапе Кубка мира по самбо «Мемориал А.А. Харлампиева», который является одним из крупнейших международных турниров. Соревнования проходили в Москве с участием более 250 самбистов из 24 государств. Соперницей Лукьянчук в весовой категории до 60 кг выступила спортсменка из Грузии Шорена Шарадзе. Победу присвоили грузинке.
В 2018 году спортсменка из Приморья завоевала «золото» Кубка мира по самбо среди студентов. Оксана Лукьянчук, воспитанница МБУ ЦСП «Амазонка», выступала в весовой категории до 60 кг. Противники российской спортсменки были из Германии, Румынии, Молдовы, России. Сборная России в командном зачёте среди женщин по самбо заняла первое место, второе место отошло Болгарии, а третье - Румынии.

## Награды и премии
- В 2019 году получила премию «Молодёжный вектор», которая выдаётся молодым людям, которые внесли значительный вклад в развитие молодёжной политики Владивостока[9].